# Cheritra aenea
Cheritra aenea är en fjärilsart som beskrevs av Semper 1890. Cheritra aenea ingår i släktet Cheritra och familjen juvelvingar. Inga underarter finns listade i Catalogue of Life.